# Ђаре
Ђаре (итал. Giarre) је насеље у Италији у округу Катанија, региону Сицилија.
Према процени из 2011. у насељу је живело 24138 становника. Насеље се налази на надморској висини од 131 м.

## Становништво
| 1951.  | 1961.  | 1971.  | 1981.  | 1991.  | 2001.  | 2011.  |
| ------ | ------ | ------ | ------ | ------ | ------ | ------ |
| 18.830 | 20.259 | 23.211 | 26.881 | 26.853 | 26.357 | 28.114 |

## Партнерски градови
- Cismon del Grappa